# ميخائيل ويبر
ميخائيل ويبر (بالإنجليزية: Michael Weber)‏ هو موسيقي أسترالي، ولد في 17 مارس 1966، وتوفي في 2 يناير 1999.

## وصلات خارجية
- مايكل ويبر على موقع ميوزك برينز (الإنجليزية)
- مايكل ويبر على موقع ديسكوغز (الإنجليزية)